# マルシンプリン
マルシンプリン（まるしんぷりん）とは、株式会社マルシン（香川県木田郡三木町）が展開しているプリン専門のブランドである。

## 概要
マルシンプリンは、「バニラプリン」と「バニラアイス」の2つの商品を展開するプリン専門のブランド。2020年11月14日に高松市瀬戸内町に「マルシンプリン 市場店」がオープンし、以来、プリンもアイスクリームもそれぞれ1種類のみが展開されている。常設店は、2022年1月時点では、「マルシンプリン 市場店」と株式会社マルシン本社内の売店の2店舗のみである。その他、期間限定でゆめタウンやイオンモール、フジグランなどの中四国のショッピングモールに出店している。看板商品の「バニラプリン」は1店舗で1日あたり1,800個が完売することもある。

## 商品

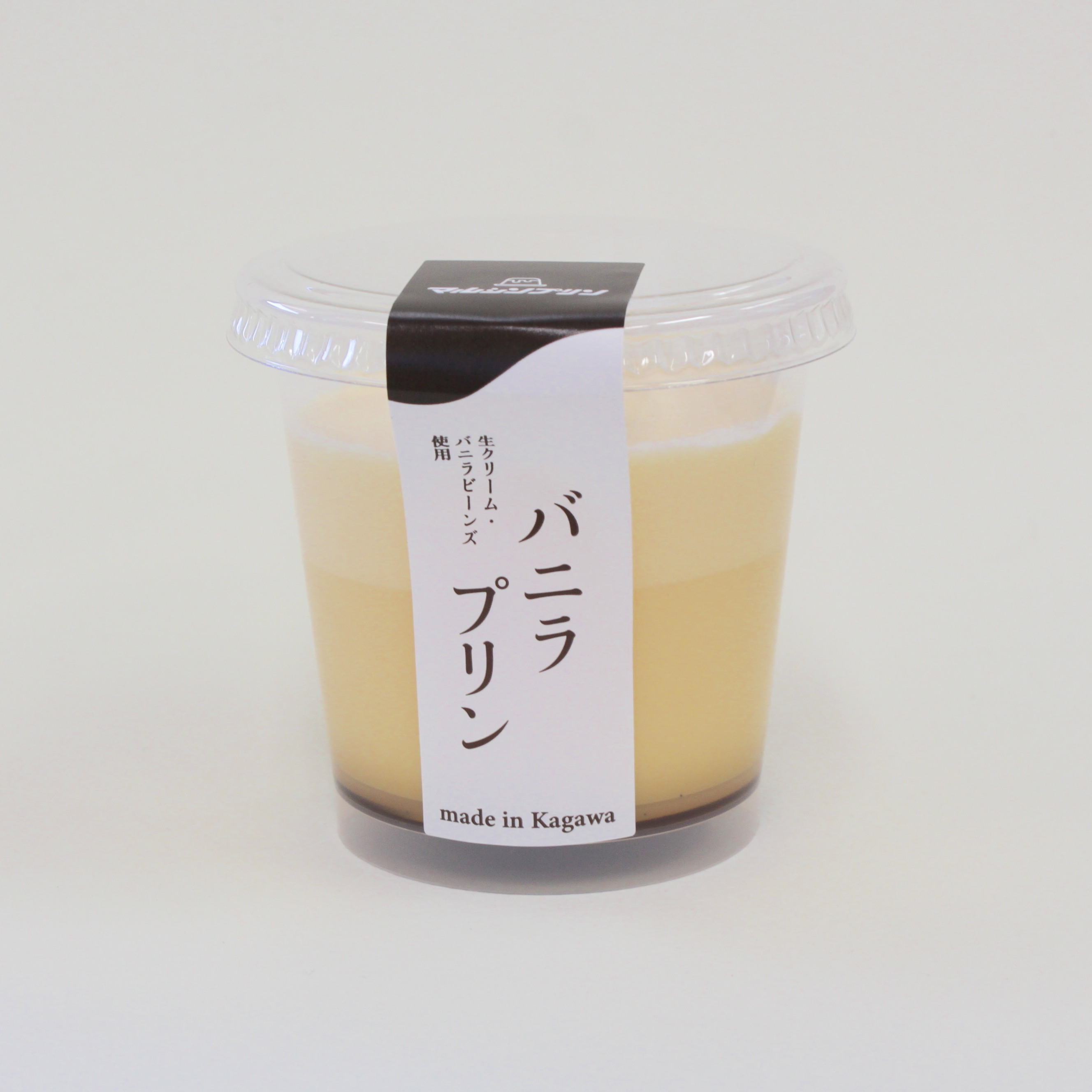
マルシンプリン バニラプリン

「バニラプリン」は、原料に北海道産の生クリームとマダガスカル産のバニラビーンズが使われており、公式サイトでは〝西欧菓子のプディング（pudding）としての王道の美味しさを徹底的に追究〟したと説明されている。
また「バニラアイス」は、北海道産の生クリームとマダガスカル産のバニラビーンズを使用したプリン風味のバニラアイスクリームと、その下に、香川県産和三盆の糖蜜で作られたカラメルが敷かれた2層のアイスクリームである。

## 開発の経緯
四国の土産菓子を製造する株式会社マルシンでは、かねてより、製造過程で割れたり賞味期限が迫った正規品としては販売できない菓子を定価よりも安く販売する「お菓子のアウトレット 土曜市」というイベントを本社内で実施していた。ただ、それだけでは価格以外に顧客メリットが少ないことから、〝限定の生菓子を作り、よりイベントを楽しんでいただこうと考え〟当時在籍していたパティシエが試行錯誤を経て完成させた。
当初は月に一度実施していた「お菓子のアウトレット 土曜市」のみで販売していたが、毎回開始1時間程度で完売するほどの人気ぶりであった。口コミで広がり、2020年11月に常設店「マルシンプリン 市場店」をオープンするに至る。なお「マルシンプリン」というブランド名はそのときにつけられた屋号である。